# أعمال الفرنجة والحجاج الآخرين إلى القدس
أعمال الفرنجة والحجاج الآخرين إلى القدس هو سجل تاريخي لاتيني للحملة الصليبية الأولى كتبه مؤلف مجهول مرتبط ببوهيموند تارانتو.
يروي أحداث الحملة الصليبية الأولى منذ مجمع كليرمون في عام 1095 حتى معركة عسقلان في آب 1099. اسم المؤلف غير معروف، لكنه كان عضوًا في الحزب الصليبي، إما نورماندي أو إيطالي، جنده بوهيموند في عام 1096 من بوليا في دوقية نابولي. وقد تم تأليف وكتابة روايته عن رحلته إلى القدس، في البداية تحت قيادة بوهيموند ثم ريموند من تولوز، أثناء الرحلة. كان لديه مساعدة من كاتب كان يقوم أحيانًا بإجراء تعديلات خاصة به، وبالتالي فإن السجل يقدم وجهات نظر عن فارس لم يكن قائدًا أو رجل دين رفيع المستوى.
إن المساهمة التاريخية الأكثر أهمية هي الأحداث اليومية للرحلة: العمليات التكتيكية، والتزويد، وتغير مزاج الصليبيين، والتحيز ضد اليونانيين، والتقدم كل يوم.
بالنسبة لمعاصريه من الأدباء، كان المؤلف المجهول "ريفيًا". كتب غيبرت من نوجينت كتابه أعمال الله من خلال الفرنجة (1108) استنادًا إلى هذا النص، قائلاً إن النص الأصلي "ترك القارئ في كثير من الأحيان مذهولًا بفراغه الممل". كُلف روبرت الراهب في وقت لاحق بإعادة كتابة العمل بأكمله تحت عنوان تاريخ القدس (Historia Hierosolymitana) لتحسينه أدبيًا وتاريخيًا. وقد أعاد بودري من دول كتابته لاحقًا في كتاب تاريخ الحرب المُقدسة. ومع ذلك فقد استمر النص الأصلي ويظل اليوم أحد المصادر المعاصرة الأكثر قيمة للحملة الصليبية الأولى.
يكتب ستيفن رانسيمان عن الكتاب:
كان المؤلف جنديًا بسيطًا، صادقًا وفقًا لنظرته، لكنه كان ساذجًا ومتحيزًا ومعجبًا بشدة ببوهيموند. .... الذي روج له في شمال فرنسا أثناء زيارته هناك في عام 1106. .... تمت إعادة نشره بواسطة توتبيد .... وحوالي 1130 في كتاب تاريخ الحرب المقدسة، وهو تجميع أخرق [باستخدام مصادر أخرى، على سبيل المثال، رادولف كاين.] .... تمت إعادة كتابة "الكتاب" عدة مرات؛ في حوالي عام 1109 بواسطة غيبرت من نوجينت، الذي أضاف معلومات شخصية واستعار من فولشر وكان يهدف إلى نبرة أكثر انتقادًا وأخلاقية؛ وفي حوالي عام 1110 بواسطة بودري من بورغويل، رئيس أساقفة دول، الذي سعى إلى تحسين أسلوبها الأدبي؛ وروبرت من ريمس، الذي ظهرت نسخته الشعبية والرومانسية إلى حد ما، كتاب تاريخ القدس، في حوالي عام 1122. وقد ألهمت أيضًا حملة قصيرة مجهولة المصدر ضد الأتراك، والفصول المتعلقة بالحروب الصليبية في سجلات هيو فلوري وهنري هنتنغتون.
يوازي الكتاب بشكل وثيق رواية الحملة الصليبية الأولى التي كتبها الكاهن والصليبي بيتر توديبودي، تاريخ الرحلة إلى القدس (Historia de Hierosolymitano itinere) تحتوي كلتا الروايتين على تفاصيل وعبارات متشابهة للغاية، ولكن كل رواية تحتوي أيضًا على تفاصيل بسيطة لا توجد في الأخرى. ويختلف المؤرخون وعلماء الآثار حول العلاقة بين السجلات والترتيب الذي ظهرت به. اقترح المؤرخ جاي روبنشتاين أن النصوص تشترك في مصدر مشترك أكثر اكتمالًا والذي ضاع منذ ذلك الحين. يجادل ماركوس بول في هذا الرأي، إذ يزعم أن كتاب أعمال الفرنجة هي بالفعل "أقدم رواية باقية تحكي مسار الحملة الصليبية الأولى".

## قراءات الكتاب
- أعمال الفرنج وسائر أهل القدس - الكتاب الأول، باللاتينية، مع ترجمة إنجليزية
- أعمال الفرنجة - المجلد الثاني، حصار نيقية، باللاتينية، مع ترجمة باللغة الإنجليزية
- أعمال الفرنجة - المجلد 6 (معركة خارج أنطاكية) باللاتينية مع ترجمة باللغة الإنجليزية
- أعمال الفرنجة - المجلد العاشر (الاستيلاء على القدس ومعركة عسقلان) باللغة اللاتينية مع ترجمة باللغة الإنجليزية

## قراءة إضافية
- لويس بريهير (محرر وعبر)، Gesta Francorum et aliorum Hierosolimitanorum ، 1964. الترجمة الفرنسية.
- Gesta Francorum et aliorum Hierosolimitanorum ، تم تحريره وترجمته بواسطة روزاليند هيل، أكسفورد، 1967. نص لاتيني مع ترجمة باللغة الإنجليزية على الصفحة المقابلة.
- Lapina، Elizabeth (2015). Warfare and the Miraculous in the Chronicles of the First Crusade. Pennsylvania State University Press. ISBN:9780271066707. مؤرشف من الأصل في 2024-11-29.

## روابط خارجية
- مختارات من أعمال الفرنجة
- النص الكامل باللغة اللاتينية
- طبعة نقدية عام 1890 بقلم هاينريش هاجنماير [الإنجليزية] (في أرشيف الإنترنت)